# モスコフスキー駅 (ニジニ・ノヴゴロド)
ニジニ・ノヴゴロド・モスコフスキー駅（ニジニ・ノヴゴロド・モスコフスキーえき、ロシア語: Нижний Новгород-Московский）は、ロシアのニジニ・ノヴゴロドの中心駅である。シベリア鉄道のモスクワへ直通する列車の主要駅であり、ロシア号をはじめ全ての長距離列車が停車する。ロシア鉄道ゴーリキー鉄道局の本部であり、列車の運行上でも重要な拠点駅である。

## 概要

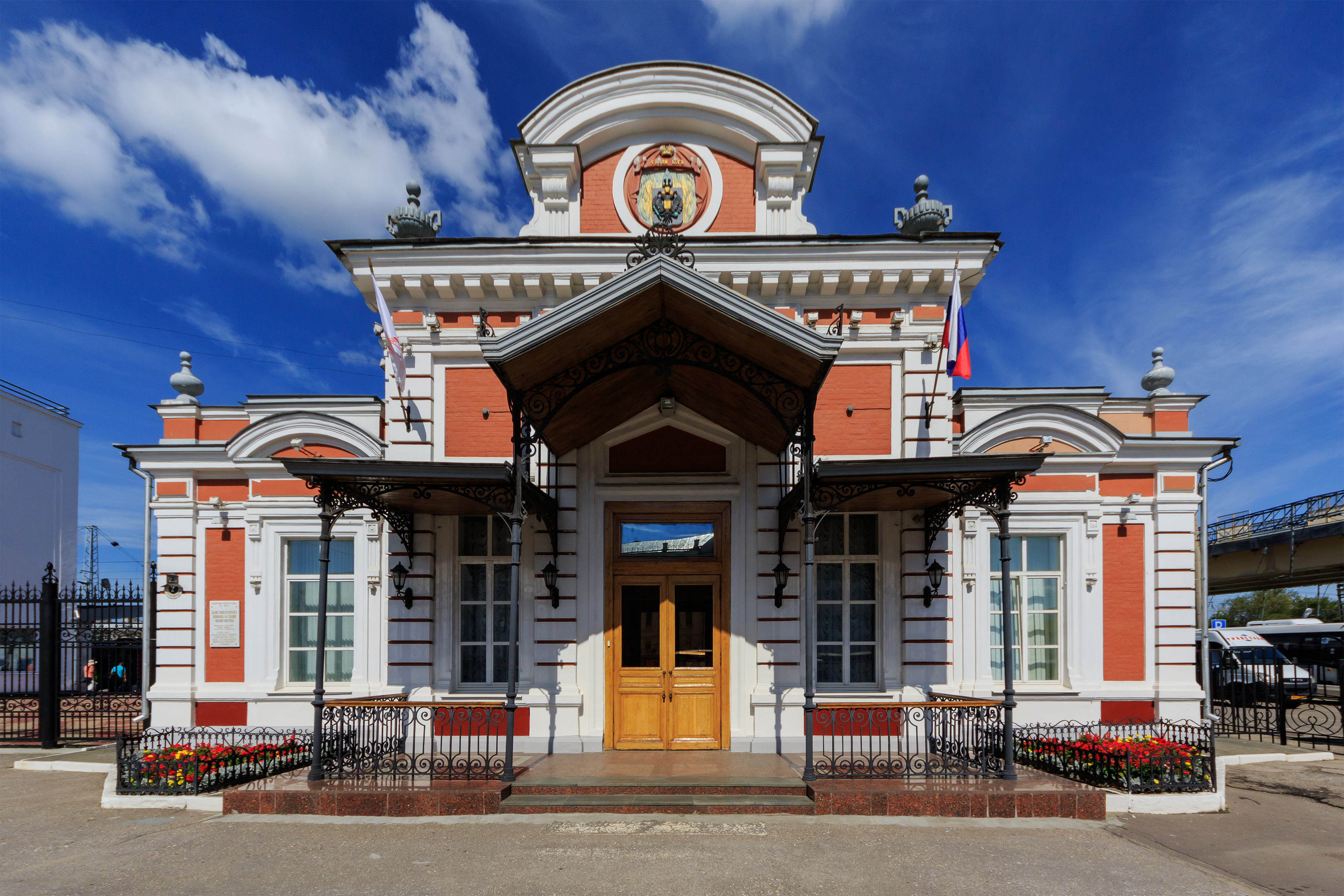
ロマノフ朝の皇族が用いたモスコフスキー駅舎の別棟 本棟が新駅舎に建て替えられた現在も別棟は保存されている

6面13線のプラットホームを持つ。1938年から1951年、1962年から2010年の間はゴーリキー・モスコフスキー駅(Горький-Московский)、1951年から1962年にかけてはゴーリキー・モスコフスキー旅客駅(Горький-Пассажирский-Московский)、1933年から1938年にかけてはゴーリキー駅(Горький)、1911年から1933年にかけてはニジニ・ノヴゴロド駅(Нижний Новгород)、1862年から1911年にかけてはニジニ駅(Нижний)と呼ばれていた。
電化は交流電化方式で1957年に行われた。
1870年代に建設された歴史ある駅舎が長らく使われてきたが、2002年に現在の新駅舎に建て替えられた。

## 列車
- 2016年現在

| 列車番号           | 運行区間                                  | 列車番号           | 運行区間                                  |
| ------------------ | ----------------------------------------- | ------------------ | ----------------------------------------- |
| 1（ロシア号）      | ウラジオストク - モスクワ                 | 2（ロシア号）      | モスクワ - ウラジオストク                 |
| 3                  | 北京 - モスクワ                           | 4                  | モスクワ - 北京                           |
| 5                  | ウランバートル - モスクワ                 | 6                  | モスクワ - ウランバートル                 |
| 7                  | ペルミ - モスクワ                         | 8                  | モスクワ - ペルミ                         |
| 9                  | キーロフ - ニジニ・ノヴゴロド             | 10                 | ニジニ・ノヴゴロド - キーロフ             |
| 11 (ヤマル号)      | ノヴィ・ウレンゴイ - モスクワ             | 12 (ヤマル号)      | モスクワ - ノヴィ・ウレンゴイ             |
| 19 (ボストーク号)  | 北京 - モスクワ                           | 20（ボストーク号） | モスクワ - 北京                           |
| 29 (クズバス号)    | ケメロヴォ - モスクワ                     | 30 (クズバス号)    | モスクワ - ケメロヴォ                     |
| 31 (ヴャトカ号)    | キーロフ - モスクワ                       | 32 (ヴャトカ号)    | モスクワ - キーロフ                       |
| 35 (プレミウム号)  | ニジニ・ノヴゴロド - モスクワ             | 36 (プレミウム号)  | モスクワ - ニジニ・ノヴゴロド             |
| 37 (トミチ号)      | トムスク - モスクワ                       | 38 (トミチ号)      | モスクワ - トムスク                       |
| 41                 | ニジニ・ノヴゴロド - カザン               | 42                 | カザン - ニジニ・ノヴゴロド               |
| 49 (マラヒート号)  | エカテリンブルク - モスクワ               | 50 (マラヒート号)  | モスクワ - エカテリンブルク               |
| 59 (ヴォルガ号)    | ニジニ・ノヴゴロド - サンクトペテルブルク | 59 (ヴォルガ号)    | サンクトペテルブルク - ニジニ・ノヴゴロド |
| 63                 | ノヴォシビルスク - ミンスク               | 64                 | ミンスク - ノヴォシビルスク               |
| 84 (北ウラル号)    | プリオビエ - モスクワ                     | 84 (北ウラル号)    | モスクワ - プリオビエ                     |
| 87                 | ニジニ・ノヴゴロド - アドレル             | 88                 | アドレル - ニジニ・ノヴゴロド             |
| 89                 | ヴォルクタ - ニジニ・ノヴゴロド           | 90                 | ニジニ・ノヴゴロド - ヴォルクタ           |
| 91                 | セヴェロバイカリスク - モスクワ           | 92                 | モスクワ - セヴェロバイカリスク           |
| 103                | ノヴォシビルスク - ブレスト               | 104                | ブレスト - ノヴォシビルスク               |
| 109                | ノヴィ・ウレンゴイ - モスクワ             | 110                | モスクワ - ノヴィ・ウレンゴイ             |
| 132                | イジェフスク - サンクトペテルブルク       | 131                | サンクトペテルブルク - イジェフスク       |
| 146                | チェリャビンスク - サンクトペテルブルク   | 145                | サンクトペテルブルク - チェリャビンスク   |
| 309                | ヴォルクタ - アドレル                     | 310                | アドレル - ヴォルクタ                     |
| 311                | ヴォルクタ - ノヴォロシースク             | 312                | ノヴォロシースク - ヴォルクタ             |
| 337                | サマーラ - サンクトペテルブルク           | 337                | サンクトペテルブルク - サマーラ           |
| 339                | ニジニ・ノヴゴロド - ノヴォロシースク     | 340                | ノヴォロシースク - ニジニ・ノヴゴロド     |
| 347                | ウファ - サンクトペテルブルク             | 347                | サンクトペテルブルク - ウファ             |
| 701 (ストリジュ号) | ニジニ・ノヴゴロド - モスクワ             | 702 (ストリジュ号) | モスクワ - ニジニ・ノヴゴロド             |
| 703 (ストリジュ号) | ニジニ・ノヴゴロド - モスクワ             | 704 (ストリジュ号) | モスクワ - ニジニ・ノヴゴロド             |
| 705 (ストリジュ号) | ニジニ・ノヴゴロド - モスクワ             | 706 (ストリジュ号) | モスクワ - ニジニ・ノヴゴロド             |
| 707 (ストリジュ号) | ニジニ・ノヴゴロド - モスクワ             | 708 (ストリジュ号) | モスクワ - ニジニ・ノヴゴロド             |
| 709 (ストリジュ号) | ニジニ・ノヴゴロド - モスクワ             | 710 (ストリジュ号) | モスクワ - ニジニ・ノヴゴロド             |
| 711 (ストリジュ号) | ニジニ・ノヴゴロド - モスクワ             | 712 (ストリジュ号) | モスクワ - ニジニ・ノヴゴロド             |
| 713 (ストリジュ号) | ニジニ・ノヴゴロド - モスクワ             | 714 (ストリジュ号) | モスクワ - ニジニ・ノヴゴロド             |
| 727 (ラースタチカ) | ニジニ・ノヴゴロド - モスクワ             | 728 (ラースタチカ) | モスクワ - ニジニ・ノヴゴロド             |
| 729 (ラースタチカ) | ニジニ・ノヴゴロド - モスクワ             | 730 (ラースタチカ) | モスクワ - ニジニ・ノヴゴロド             |